# Кобзар Віра
Віра Кобзар (29 серпня 1979, Іркутськ) — українська акторка театру, телебачення та кіно.

## Життєпис
Віра Кобзар народилася в Іркутську. Закінчила акторський факультет Київського державного театрального інституту ім. І.Карпенка-Карого.
Була акторкою Донецького академічного обласного драматичного театру та Ніжинського академічного українського драматичного театру імені М. Коцюбинського.
Дебютувала у кіно в 2005 році у детективному серіалі «Повернення Мухтара-2».

## Сім'я
Віра Кобзар перебувала у шлюбі з українським актором Олександром Кобзарем. У 2021 році вони оголосили про розлучення. У колишнього подружжя двоє дітей: син Прохір та дочка Варвара.

## Фільмографія
| Рік       |   | Українська назва                    | Оригінальна назва        | Роль                                                       |
| --------- | - | ----------------------------------- | ------------------------ | ---------------------------------------------------------- |
| 2025      | ф | Песики                              |                          | Ксенія                                                     |
| 2024      | с | Ніхто не ідеальний                  |                          |                                                            |
| 2022      | ф | Скажені сусіди. Нові історії        |                          | Оксана, дружина сусіда                                     |
| 2021      | с | СидОренки-СидорЕнки. Ферма Розбрату |                          | Віра, підприємиця                                          |
| 2019      | ф | Скажене весілля 2                   |                          | Оксана, дружина сусіда                                     |
| 2019      | ф | Папік                               | Папик                    | прима драмтеатру Ольга Михайлівна Бояркова                 |
| 2018—2019 | с | Доньки-матері                       |                          | Лера, мати Микити                                          |
| 2018      | ф | Скажене весілля                     |                          | Оксана, дружина сусіда                                     |
| 2017      | ф | Що робить твоя дружина?             |                          | Марина Сорокіна                                            |
| 2017      | с | Хороший хлопець                     |                          | епізодична роль                                            |
| 2017      | ф | Казка про гроші                     |                          | попадя                                                     |
| 2017      | с | Одружити не можна помилувати        |                          | Галина                                                     |
| 2016      | с | Родичі                              |                          | Ірина, дружина Ігоря                                       |
| 2016      | с | Пробач                              |                          | Світлана, подруга Марини                                   |
| 2016      | с | Забудь і згадай                     |                          | Ольга, хатня працівниця                                    |
| 2015      | с | Офіцерські дружини                  |                          | Зінаїда                                                    |
| 2015      | с | Закохані жінки                      | Влюблённые женщины       | консультантка у весільному салоні                          |
| 2013      | ф | Я думав, ти будеш завжди            |                          | поштарка                                                   |
| 2013      | с | Подвійне життя                      |                          | продавчиня у дитячій крамниці                              |
| 2013      | ф | Бідна Liz                           |                          | провідниця                                                 |
| 2013      | с | Темні лабіринти минулого            |                          | Катерина, працівниця реєстратури у реабілітаційному центрі |
| 2012—2013 | с | Свати-6                             |                          | Єва Борисівна, вчителька англійської мови                  |
| 2012      | с | Захисниця                           | Защитница                | Віра Васильєва                                             |
| 2011      | с | Я тебе ніколи не забуду             | Я тебя никогда не забуду | Зіна Незлобіна                                             |
| 2011      | с | Лють                                |                          | Світлана, медсестра                                        |
| 2010      | с | Мати напрокат                       |                          | епізодична роль                                            |
| 2010      | с | Віра, Надія, Любов                  |                          | епізодична роль                                            |
| 2010      | ф | Посміхнися, коли плачуть зірки      |                          | мати дівчинки                                              |
| 2009      | с | Диво                                |                          | Галя                                                       |
| 2005      | с | Повернення Мухтара-2                |                          | Світлана                                                   |